# Seseli diffusum
Seseli diffusum är en flockblommig växtart som först beskrevs av William Roxburgh och James Edward Smith, och fick sitt nu gällande namn av Hermenegild Santapau och Wadhwa. Seseli diffusum ingår i släktet säfferötter, och familjen flockblommiga växter. Inga underarter finns listade i Catalogue of Life.